# Wouter Gortzak
Wouter Gortzak (Amsterdam, 22 april 1931 – aldaar, 26 september 2014) was een Nederlands journalist en politicus.
Wouter Gortzak was een zoon van de communistische voorman Henk Gortzak. Hij was zelf ook vier jaar lid van de Communistische Partij van Nederland (1954-1958), maar koos in februari 1973 voor de sociaaldemocratische "renegaten" van de Partij van de Arbeid (PvdA). Van januari 1975 tot februari 1981 was hij hoofd van het wetenschappelijk instituut van deze partij, de Wiardi Beckman Stichting.
Gortzak was in de jaren zestig en zeventig als redacteur verbonden aan het linkse weekblad De Groene Amsterdammer en van februari 1981 tot januari 1988 als hoofdredacteur aan het dagblad Het Parool.
Gortzak was voorzitter van de PvdA-fractie in de raad van het Amsterdamse stadsdeel Zuidoost van 1 april 1994 tot 1 april 1998. Daar had hij te kampen met hevige etnische spanningen. Het Zwart Beraad eiste geldmiddelen en bestuurlijke functies op voor de zwarte bevolking. Volgens leden van het Zwart Beraad was de lokale overheid tot dan toe te weinig in staat om beleid te voeren dat aansloot op de sociale problemen waar de multiculturele samenleving in het stadsdeel mee te maken had. Gortzak vormde als tegenhanger het 'Platform Bijlmer', waarin hij talentvolle zwarte politici opnam, zoals Hannah Belliot en Elvira Sweet. Zo nam hij het Zwart Beraad de wind uit de zeilen en hielp hij Amsterdam aan zijn eerste zwarte bestuurders.
Van mei 1998 tot mei 2002 had Gortzak voor de PvdA zitting in de Tweede Kamer, waar hij vooral het minderhedenbeleid (waaronder ouderenbeleid), grotestedenbeleid en Antilliaanse zaken voor zijn rekening nam.
- Biografisch Portaal: 98230754
- Digitale Bibliotheek voor de Nederlandse Letteren: gort024
- Gemeinsame Normdatei: 1057622567
- International Standard Name Identifier: 0000 0000 1455 5753
- Library of Congress Control Number: n79029898
- Nederlandse Thesaurus van Auteursnamen: 068481748
- Parlement.com: vg09lljwy3zh
- Virtual International Authority File: 60099266
- WorldCat: E39PBJvtdvcjTBRJpcMXDGKfMP